# Jennersdorf (distrito)
Jennersdorf é um distrito (Bezirk) da Áustria, situado no estado da Burgenlândia (Burgenland). A capital do distrito é a cidade de Jennersdorf.